# FIFA 2001
FIFA 2001 es un videojuego de fútbol desarrollado por EA Sports y que salió a la venta en el 2000 para las plataformas PlayStation, PlayStation 2 y PC. La saga tuvo éxito desde el estreno de FIFA 98. Es el primer título de la franquicia en salir para la PS2.
Portada
Edgar Davids portada del juego.
Gaizka Mendieta portada del juego en España.

## Ligas
Para esta edición, se agregaron 2 nuevas ligas totalmente licenciadas, la de Austria, Corea del Sur aunque se pierde la liga de Turquía.
Para el resto del mundo, se pierden todos los clubes de la edición anterior, siendo el Galatasaray, el único equipo disponible en el resto del mundo, a la vez que regresa tras ausentarse en la edición anterior.
| Región o País           | Liga                          |
| ----------------------- | ----------------------------- |
| Alemania                | 1. Bundesliga Alemana         |
| Austria                 | 1. Bundesliga Austriaca Nuevo |
| Brasil                  | Serie A (Brasileirão)         |
| Dinamarca               | Superliga de Dinamarca        |
| España                  | Liga BBVA                     |
| Francia                 | Ligue 1                       |
| Países Bajos            | Eredivisie                    |
| Inglaterra              | Premier League                |
| Estados Unidos y Canadá | Major League Soccer           |
| Italia                  | Serie A                       |
| Bélgica                 | Pro League                    |
| Noruega                 | Tippeligaen                   |
| Corea del Sur           | K-LeagueNuevo                 |
| Suecia                  | Allsvenskan                   |
| Escocia                 | Scottish Premiership          |
| Israel                  | Premier                       |
| Grecia                  | Superliga                     |
| Otros equipos           | Galatasaray SK                |

## Selecciones nacionales
Para esta edición se pierden las selecciones de Bulgaria, Irán, Jamaica, Marruecos, Nigeria, Nueva Zelanda, Singapur, Túnez y Taiwán, aunque se añaden por primera vez a las selecciones de Baréin, Chipre, Eslovaquia, Estonia, Jordania, Kuwait, Letonia, Mauricio y Palestina. También vuelven las selecciones de Eslovenia, Finlandia, Gales, Hungría, Irlanda del Norte, Lituania, Polonia, Suiza y Turquía tras sus últimas apariciones en FIFA 97, las selecciones de Irlanda, República Checa y Rusia tras ausentarse en la edición anterior, y la selección de Catar tras FIFA 96.
| Confederación | Selección                             |
| ------------- | ------------------------------------- |
| UEFA          | Selección de Alemania                 |
| UEFA          | Selección de Austria                  |
| UEFA          | Selección de Bélgica                  |
| UEFA          | Selección de Chipre Nuevo             |
| UEFA          | Selección de Croacia                  |
| UEFA          | Selección de Dinamarca                |
| UEFA          | Selección de Escocia                  |
| UEFA          | Selección de España                   |
| UEFA          | Selección de Eslovaquia Nuevo         |
| UEFA          | Selección de Eslovenia Vuelve         |
| UEFA          | Selección de Estonia Nuevo            |
| UEFA          | Selección de Finlandia Vuelve         |
| UEFA          | Selección de Francia                  |
| UEFA          | Selección de Gales Vuelve             |
| UEFA          | Selección de Grecia                   |
| UEFA          | Selección de Hungría Vuelve           |
| UEFA          | Selección de Inglaterra               |
| UEFA          | Selección de Irlanda del Norte Vuelve |
| UEFA          | Selección de Irlanda Vuelve           |
| UEFA          | Selección de Israel                   |
| UEFA          | Selección de Italia                   |
| UEFA          | Selección de Letonia Nuevo            |
| UEFA          | Selección de Lituania Vuelve          |
| UEFA          | Selección de Noruega                  |
| UEFA          | Selección de Países Bajos             |
| UEFA          | Selección de Polonia Vuelve           |
| UEFA          | Selección de República Checa Vuelve   |
| UEFA          | Selección de Rumania                  |
| UEFA          | Selección de Rusia Vuelve             |
| UEFA          | Selección de Suecia                   |
| UEFA          | Selección de Suiza Vuelve             |
| UEFA          | Selección de Turquía Vuelve           |
| UEFA          | Selección de Yugoslavia               |
| CONMEBOL      | Selección de Argentina                |
| CONMEBOL      | Selección de Brasil                   |
| CONMEBOL      | Selección de Chile                    |
| CONMEBOL      | Selección de Colombia                 |
| CONCACAF      | Selección de Canadá                   |
| CONCACAF      | Selección de Estados Unidos           |
| CONCACAF      | Selección de México                   |
| CAF           | Selección de Camerún                  |
| CAF           | Selección de Egipto                   |
| CAF           | Selección de Mauricio Nuevo           |
| CAF           | Selección de Sudáfrica                |
| AFC           | Selección de Australia                |
| AFC           | Selección de Baréin Nuevo             |
| AFC           | Selección de China                    |
| AFC           | Selección de Corea del Sur            |
| AFC           | Selección de Emiratos Árabes Unidos   |
| AFC           | Selección de Japón                    |
| AFC           | Selección de Jordania Nuevo           |
| AFC           | Selección de Kuwait Nuevo             |
| AFC           | Selección del Líbano                  |
| AFC           | Selección de Palestina Nuevo          |
| AFC           | Selección de Catar Vuelve             |
| AFC           | Selección de Tailandia                |

## Estadios
El juego cuenta con 5 estadios licenciados.
| País                  | Estadio            | Ciudad      |
| --------------------- | ------------------ | ----------- |
| Bandera de Inglaterra | Estadio de Wembley | Londres     |
| Bandera de Francia    | Stade de France    | Saint-Denis |
| Bandera de Alemania   | Westfalenstadion   | Dortmund    |
| Bandera de España     | Camp Nou           | Barcelona   |
| Bandera de Italia     | San Siro           | Milán       |

## Banda sonora
El tema del juego fue "Bodyrock", ejecutado por el DJ norteamericano Moby.
- Curve - "Chinese Burn (Lunatic Calm Remix)"
- Grand Theft Audio - "We Luv U"
- Moby - "Bodyrock"
- The Source - "Fly Away"
- Utah Saints - "Funky Music (Levent's Funk-o-Rama Short Edit)"
- Utah Saints - "Power to the Beats"